# Арзе
Арзе (фр. Arzay) — коммуна во Франции, находится в регионе Рона — Альпы. Департамент коммуны — Изер. Входит в состав кантона Кот-Сент-Андре. Округ коммуны — Вьенн.
Код INSEE — 38016. Население коммуны на 1999 год составляло 169 человек. Населённый пункт находится на высоте от 375 до 545 метров над уровнем моря. Муниципалитет расположен на расстоянии около 440 км юго-восточнее Парижа, 45 км юго-восточнее Лиона, 55 км северо-западнее Гренобля. Мэр коммуны — Mme Élizabeth Virenque, мандат действует на протяжении 2008—2014 годов.
Динамика населения (INSEE):